# St. Laurentius (Quadrath)
Die römisch-katholische Pfarrkirche St. Laurentius ist ein denkmalgeschütztes Bauwerk und befindet sich in der Graf-Otto-Straße in Quadrath-Ichendorf, einem der 15 Stadtteile der Kreisstadt Bergheim im Rhein-Erft-Kreis gelegen. Die Pfarrei gehört zum Seelsorgebereich Bergheim-Süd im Dekanat Bedburg/Bergheim des Erzbistums Köln.

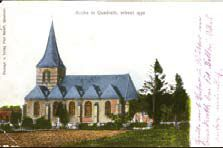
Ältere Postkartenansicht der Katholischen Pfarrkirche St. Laurentius.

## Geschichte und Architektur

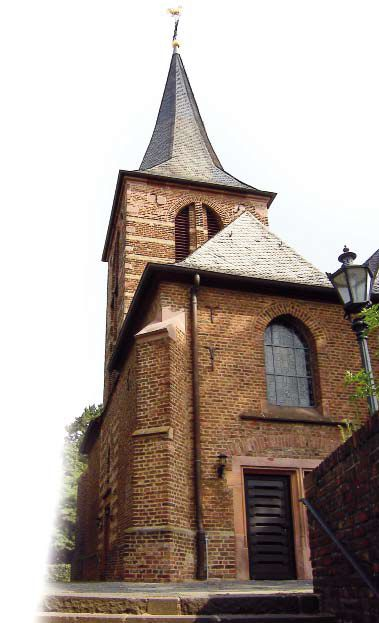
Teilansicht (Eingang) der Katholischen Pfarrkirche St. Laurentius.

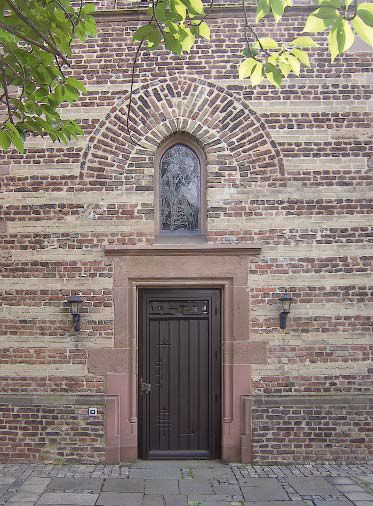
Tür am Seitenflügel der Kirche.

Erwähnt wird die Kirche St. Laurentius erstmals im Jahr 1306. Das Recht, den Pfarrer einzusetzen, besaß die Abtei Kornelimünster. Die bereits 1338 überlieferten Pfarrrechte waren jedoch umstritten. Im Jahr 1450 wie auch zu Beginn des 16. Jahrhunderts war sie eine Filialkirche der Pfarrkirche St. Remigius in Bergheim. Möglicherweise deshalb, weil die Kirche keine Taufen durchführen durfte und sie somit nach Kirchenrecht keine vollständig ausgestattete Pfarrei war. 
Zu Beginn des 16. Jahrhunderts verdrängte das Laurentius-Patrozinium die ältere Widmung an die heilige Katharina. Mitte des 18. Jahrhunderts erhielt Quadrath-Ichendorf dann endgültig
Pfarrrechte und wurde von Bergheim vollständig unabhängig. 
Der mittelalterliche Kirchenbau dürfte aus den beim Neubau im 16. Jahrhundert teilweise wieder verwendeten Tuffsteinen errichtet gewesen sein. 1532 geriet die Kirche nach einem Blitzschlag in Brand und wurde schwer beschädigt. Noch im selben Jahr wurde mit dem Neubau begonnen, der 1535 in wesentlichen Teilen vollendet wurde. 
Die Kirche bestand zunächst aus einem dreijochigen Hauptschiff mit einem Chor und einem nördlichen
Seitenschiff sowie einem zweigeschossigen Westturm. Diesen Bautyp bezeichnet man als „asymmetrische zweischiffige Hallenkirche mit vorgestelltem Westturm“. Im frühen 17. Jahrhundert errichtete man ein südliches Seitenschiff und verlängerte die Kirche um ein Joch nach Osten. Die Kirche besteht überwiegend aus Backsteinen mit eingefügten Tuffsteinlagen in den älteren Bauteilen. Im Jahr 1913 erfolgte eine Erweiterung der Kirche. Man errichtete einen vergrößerten Hauptchor, auf der Nordseite einen Querflügel sowie eine moderne Sakristei. 
Außen an der nördlichen Chorwand befindet sich eine Kreuzigungsgruppe aus gebranntem Ton. Sie zeigt den gekreuzigten Christus, seine Mutter Maria und den Evangelisten Johannes und stammt aus der ersten Hälfte des 19. Jahrhunderts. Ursprünglich diente sie als Altarkreuz der Kirche, wurde aber beim Umbau von 1913 in den Außenbereich verlegt. An der Westseite des Südschiffs im Außenbereich war ein Sandsteinrelief eingelassen. Es stammt aus der ersten Hälfte des 16. Jahrhunderts und zeigt den gebeugten Christus unter der Last des Kreuzes. 1980 wurde das Sandsteinrelief in das Innere der Kirche verlegt. 
Über der Türe im Orgelbereich befindet sich ein wertvolles Triptychon.
Das Anfang des 16. Jahrhunderts geschaffene Ölgemälde zeigt die Kreuzabnahme Christi. Auf den beiden Seitenflügeln sind Maria Magdalena und Nikodemus abgebildet.

## Denkmal
Die katholische Pfarrkirche St. Laurentius ist unter Denkmalnummer 130 in die Liste der Baudenkmäler in Quadrath-Ichendorf eingetragen. Die Beschreibung lautet:

„Eine Kapelle 1450 als Filiale von Bergheim bezeugt, 1549 von der Mutterpfarre abgetrennt, Kollationsrecht beim Abt der Reichsabtei Kornelimünster; nach Brand der Kapelle Wiederaufbau 1532, zunächst 2-schiffige Hallenkirche mit Westturm; Ende 16. Jh., Anfang 17. Jh. Anbau des südlichen Seitenschiffes, Verlängerung des Nordschiffes; 1913 Erweiterung des Chores, Errichtung eines Querflügels und zweier Sakristeiräume; Backsteinhallenkirche mit eingestelltem, 2-stöckigem, 4-seitigem Westturm, 3-seitig geschlossenem Chor, regelmäßig angeordnete Tuffbänder am Nordschiff und Turm-UG;“